# Инхоф, Джим
Джеймс Маунтин Инхоф (англ. James Mountain Inhofe; 17 ноября 1934, Де-Мойн, Айова, США — 9 июля 2024, Талса, Оклахома, США) — американский политик-республиканец, сенатор США от штата Оклахома (1994—2023).

## Биография
Глава Комитета Сената США по окружающей среде и общественным работам (2003—2007, 2015—2017). Член Палаты представителей от 1-го избирательного округа штата Оклахома (1987—1994). Мэр города Талса (1978—1984).
Член Палаты представителей Оклахомы (1967—1969) и член Сената штата (1969—1977), был лидером меньшинства в Сенате. В 1974 году — кандидат в губернаторы Оклахомы.
В 1959 году Джим Инхоф женился на Кей Кирклатрик, у пары четверо детей.
Умер от осложнений, вызванных инсультом, в больнице Талсы 9 июля 2024 года в возрасте 89 лет.